# Hygrotus ahmeti
Hygrotus ahmeti là một loài bọ cánh cứng trong họ Bọ nước. Loài này được Hájek, Fery & Erman miêu tả khoa học năm 2005.